# Cryphaea songpanensis
Cryphaea songpanensis là một loài Rêu trong họ Cryphaeaceae. Loài này được Enroth & T.J. Kop. miêu tả khoa học đầu tiên năm 1997.